# Новомусино (Старомусинский сельсовет)
Новому́сино (баш. Яңы Муса) — деревня в Кармаскалинском районе Республики Башкортостан Российской Федерации. Входит в состав Старомусинского сельсовета.

## География

### Географическое положение
Расстояние до:
- районного центра (Кармаскалы): 19 км,
- центра сельсовета (Старомусино): 1 км,
- ближайшей ж/д станции (Карламан): 27 км.

## Население
| 2002 | 2009 | 2010 |
| ---- | ---- | ---- |
| 333  | ↘205 | ↗233 |